# Schütze (Militär)
Schütze (Plural: Schützen; Abkürzung: Schtz/S; lateinisch: miles sclopetarius) ist die allgemeine Bezeichnung für Streitkräfte der Infanterie, die mit Schusswaffen an Gefechten beteiligt sind. 
Wird das Ziel aus dem Hinterhalt anvisiert, spricht man auch von Heckenschützen, während das Anpeilen von Zielobjekten aus großer Entfernung von Scharfschützen übernommen wird.

## Historische Entwicklung
Die Bezeichnung Schütze (Plural Schützen) entstand im deutschen Sprachgebrauch bereits im 11. Jahrhundert (althochdeutsche Form scuzzo). Sie stellt ein Nomen Agentis zu „schießen“ dar mit der Bedeutung „jemand, der (mit einer Schusswaffe) schießt“ und wurde auf Träger von Feuerwaffen angewendet. Vorläufer waren die Bogner als Bogenschützen und Armbruster als Armbrustschützen. Erste Schützenordnungen in Städten sind aus dem 15. Jahrhundert bekannt. Die seit dem 14./15. Jahrhundert wiedererstehende Infanterie gliederte sich nach der Bewaffnung mit Handfeuerwaffen als Musketiere und Pikeniere. Der Anteil der Schützen betrug um 1500 rund 10 %. Da diese Bewaffnung teuer war, stieg jedoch mit der breiten Einführung der Feuerwaffe in der Folgezeit rasch an (um 1600 rund 60 %).
Erste Schützengattung waren die Arkebuser, genannt nach der von ihnen geführten Arkebuse. Sie wurden im 17. Jahrhundert von den Musketieren abgelöst, neben denen sich auch die Füsiliere, die Jäger und im 18. Jahrhundert die Grenadiere als Gewehrschützengattungen entwickelten. Gleichzeitig verschwand die Pike als Bewaffnung, da die Schützen sich nun selbst mit aufgepflanzterm Bajonett gegen Reiterangriffe verteidigen konnten. Gleichzeitig erfuhr der Begriff eine Bedeutungsverengung: Als Schützen bzw. Büchsenschützen wurde meist nur noch jene Soldaten bezeichnet, die eine Waffe mit gezogenem Lauf (und dabei anfangs noch mit dem witterungsresistenten Radschloss) führten, die sog. Büchse. Anfang des 18. Jahrhunderts hielt das Steinschlossgewehr in allen Waffengattungen Einzug, da es eine höhere Schussfolge als die Luntenschlossmuskete ermöglichte.
Durch das Aufkommen neuer Waffen, vor allem im 20. Jahrhundert, bildeten sich das Wort Schütze auch für Funktionsbezeichnungen heraus wie MPi-Schütze, MG-Schütze und Scharfschütze. Die Bezeichnung Schütze wurde auch für die Bediener schwerer Infanteriewaffen und in Panzerfahrzeugen mit den Funktionsbezeichnungen Richtschütze und Ladeschütze übernommen.

## Bedeutung der Schützen im Gefecht
Anfangs spielten die Schützen infolge ihrer geringen Anzahl nur eine unbedeutende Rolle im Gefecht. Sie schwärmten lose vor der Front und am Rand der Gevierthaufen, eröffneten den Kampf und zogen sich danach in den Schutz der Pikeniere zurück. Mit dem zahlenmäßigen Anwachsen der Schützen im 16. Jahrhundert entstanden zur besseren Verbindung von Stoß- und Feuerkraft neue, in Ordonnanzen festgelegte Gefechtsordnungen. Sie führten im 18. Jahrhundert zur Lineartaktik, für die das Salvenfeuer der angeschlossenen Infanterielinien mit anschließendem Bajonettangriff charakteristisch war. Die sich im Gefolge der Französischen Revolution von 1789 vollziehende bürgerliche Umgestaltung des Militärwesens schloss tiefgreifende Veränderungen in der Organisation und Kampfführung der Infanterie ein. Die taktische Rolle der Schützen wuchs als Teil der neuen Tirailleur- und Kolonnentaktik. Es kam auch zur Bildung von Schützenbataillonen, später von Schützenregimentern. Die Einführung neuer, wirkungsvollerer Feuerwaffen förderte Mitte des 19. Jahrhunderts die Herausbildung des Schützengefechts in aufgelöster Ordnung als Hauptkampfform der Infanterie.
Die Bedeutung der Schützen in den bewaffneten Kämpfen des 19. und 20. Jahrhunderts widerspiegelt sich in Bezeichnungen für Gefechtsordnungen, wie in den Fechtarten Schützenlinie (bis Ende des Ersten Weltkrieges ganze Bataillone, heute nur noch Teileinheiten) und Schützenreihe, und für Feldbefestigungen, wie Schützenloch und Schützengraben, heute Kampfstand. Gute Schützen erhalten als Auszeichnung die Schützenschnur.

## Dienstgrad Schütze ab 1920
Seit der Verordnung des Chefs der Heeresleitung in der Reichswehr vom 6. Dezember 1920 wurde die Bezeichnung Schütze als unterster Mannschaftsdienstgrad in den Landstreitkräften zunächst bei der Infanterie und später in den entstehenden Panzertruppen, dort Panzerschütze, eingeführt. Der folgende Rang war Oberschütze.
Schützen wurden insbesondere zu Beginn des 20. Jahrhunderts als Schützenregimenter formiert. In Sachsen bestand bis 1918/19 das Schützenregiment Nr. 108.

## Schützen in deutschen Heeren

Standarte (angeblich) für Schützen- und Kradschützeneinheiten der Wehrmacht (1936–1939).

Standarte für motorisierte Schützeneinheiten der Wehrmacht (1936–1945)

Schützen wurden in der Regel aus bürgerlichem Umfeld rekrutiert, während die Jäger aus dem ländlichen Bereich kamen. Im französischen Sprachraum wurde der Tirailleure verwendet und im englischen Sprachraum wäre der Begriff mit Rifleman zu übersetzen.
Nachdem sich die Kavallerie im Ersten Weltkrieg als nur noch bedingt brauchbar erwiesen hatte, formierte man im Deutschen Heer einen größeren Teil dieser Truppen in Kavallerie-Schützen-Regimenter und -divisionen um, die wie normale Infanterie eingesetzt wurden.
Der Begriff „Schützen“ wurde auch in der Wehrmacht verwendet. Hierbei war die Schützentruppe ein Teil der „Schnellen Truppen“ und bildete den infanteristischen Anteil der frühen Panzerdivisionen. Eine Panzerdivision verfügte damals über je eine Schützenbrigade, bestehend aus zwei Schützenregimentern und einem Kradschützen-Bataillon. Später wurde die Bezeichnung in Panzergrenadiere geändert, die auch in der heutigen Bundeswehr fortbesteht.
In der Wehrmacht gab es zudem den Mannschaftsrang Oberschütze und in der Waffen-SS den Rang SS-Oberschütze.
Rangabzeichen bis 1945:
| Kragenspiegel | Schulterklappen | Ärmelabzeichen | Rangbezeichnung Infanterie | Äquivalent                              |
| ------------- | --------------- | -------------- | -------------------------- | --------------------------------------- |
|               |                 | – ohne –       | Schütze (OR-1 junior)      | Soldat allgemein, bzw. Aufzählung unten |

| Dienstgrad        |         |                    |
| niedriger: keiner | Schütze | höher: Oberschütze |

Anmerkung:
- OR – steht für das en Other (enlisted) Ranks (OR)[3]

- Entsprechend der betreffenden Teilstreitkraft, Waffengattung, Spezialtruppe oder Verwendung war das Äquivalent zum Schützen:

Beschlagschmiedreiter und Beschlagschmiedschütze, Fahrer und Kraftfahrer, Flieger, Funker, Grenadier, Jäger, Kanonier, Musketier, Matrose, Panzerfüselier, Panzergrenadier und Panzerschütze, Pionier, Reiter und Trompeterreiter.

### NS-Ranggefüge
Im NS-Ranggefüge war das Äquivalent zum Dienstgrad Schütze der Wehrmacht: der SA-Sturmmann, der SS-Mann in der Allgemeinen SS und der SS-Schütze in der Waffen-SS.

### Nationale Volksarmee
In der NVA gab es in den Landstreitkräften die Waffengattung mot. Schützentruppen, deren Angehörige mot. Schützen hießen. Die Funktionsbezeichnung in der mot. Schützengruppe lautete Schütze, mit Zusatz der betreffenden Infanteriewaffe, wie beispielsweise MPi-Schütze.

## Bundeswehr
Schütze hat sich in der Bundeswehr als Begriff, aber auch als auch Dienstgradbezeichnung in vielfacher Weise erhalten. Beispiele hierfür sind der Schützenpanzer für ein Kampffahrzeug der mechanisierten Infanterie oder der Schütze (S, Schtz) als Bezeichnung für einen Soldaten des Heeres im niedrigsten Dienstgrad bei der Nachschub-, Feldjäger-, ABC-Abwehr-, Aufklärungs- und Instandsetzungstruppe.